# العلاقات السورية الليبيرية
العلاقات السورية الليبيرية هي العلاقات الثنائية التي تجمع بين سوريا وليبيريا.

## مقارنة بين البلدين
هذه مقارنة عامة ومرجعية للدولتين:
| وجه المقارنة                                              | سوريا                    | ليبيريا      |
| --------------------------------------------------------- | ------------------------ | ------------ |
| المساحة (كم2)                                             | 185.18 ألف               | 111.37 ألف   |
| عدد السكان (نسمة)                                         | 18.27 مليون              | 4.73 مليون   |
| الكثافة السكانية (ن./كم²)                                 | 98.66                    | 42.47        |
| العاصمة                                                   | دمشق                     | مونروفيا     |
| اللغة الرسمية                                             | اللغة العربية            | لغة إنجليزية |
| العملة                                                    | ليرة سورية               | دولار ليبيري |
| الناتج المحلي الإجمالي (بليون دولار)                      | 60.20 مليار              | 2.16 مليار   |
| الناتج المحلي الإجمالي (تعادل القوة الشرائية) بليون دولار |                          | 3.76 مليار   |
| الناتج المحلي الإجمالي الاسمي للفرد دولار أمريكي          |                          | 455          |
| الناتج المحلي الإجمالي للفرد دولار أمريكي                 |                          | 842          |
| مؤشر التنمية البشرية                                      | 0.594                    | 0.430        |
| رمز المكالمات الدولي                                      | +963                     | +231         |
| رمز الإنترنت                                              | .sy                      | .lr          |
| المنطقة الزمنية                                           | ت ع م+02:00، ت ع م+03:00 | 00           |

## منظمات دولية مشتركة
يشترك البلدان في عضوية مجموعة من المنظمات الدولية، منها:
| علم المنظمة | اسم المنظمة                               | تاريخ انضمام سوريا | تاريخ انضمام ليبيريا |
| ----------- | ----------------------------------------- | ------------------ | -------------------- |
|             | مؤسسة التنمية الدولية                     | 28 يونيو 1962      | 28 مارس 1962         |
|             | مؤسسة التمويل الدولية                     | 28 يونيو 1962      | 28 مارس 1962         |
|             | منظمة حظر الأسلحة الكيميائية              | ?                  | ?                    |
|             | الأمم المتحدة                             | 24 أكتوبر 1945     | 2 نوفمبر 1945        |
|             | الاتحاد الدولي للاتصالات                  | 12 يناير 1924      | 10 أكتوبر 1927       |
|             | منظمة الشرطة الجنائية الدولية             | ?                  | ?                    |
|             | البنك الدولي للإنشاء والتعمير             | 10 أبريل 1947      | 28 مارس 1962         |
|             | الاتحاد البريدي العالمي                   | ?                  | ?                    |
|             | المركز الدولي لتسوية المنازعات الاستشارية | 24 فبراير 2006     | 16 يوليو 1970        |
|             | وكالة ضمان الاستثمار متعدد الأطراف        | 14 مايو 2002       | 12 أبريل 2007        |
|             | يونسكو                                    | 16 نوفمبر 1946     | 6 مارس 1947          |

## وصلات خارجية
- موقع وزارة الخارجية الليبيرية